# Alpinia wenzelii
Alpinia wenzelii là một loài thực vật có hoa trong họ Gừng. Loài này được Merr. mô tả khoa học đầu tiên năm 1914.